# کریستیان گوتلیب کراتسنشتاین
 کریستیان گوتلیب کراتسنشتاین (انگلیسی: Christian Gottlieb Kratzenstein؛ زاده ۱۷۲۳ درگذشته ۶ ژوئیهٔ ۱۷۹۵) یک فیزیک‌دان اهل آلمان بود.